# معطية (اسم)
معطية هو اسم علم مؤنث من أصل عربي، ومعناه هو من الفعل أعان، المساعدة المؤيدة الصادقة المعاونة.

## وصلات خارجية
- موسوعة السلطان قابوس لأسماء العرب